# Närkes runinskrifter 28
Närkes runinskrifter 28 är en försvunnen vikingatida runsten som funnits i Glanshammars kyrka, Glanshammars socken och Örebro kommun. Stenen har funnits "i kyrkomurshörnet". Möjligen försvann stenen i samband med att en ny sakristia byggdes, troligen före år 1700.

## Inskriften
Translitterering av runraden:
[suen : let : rita : stin : eftir faþur : sin : kunuat · ...ta hrulauhar : kuþ : hialbi : sal : hans -þulfri]
Normalisering till fornvästnordiska:
Svæinn let retta stæin æftiʀ faður sinn Gunnhvat, [boan]da Hroðlaugaʀ. Guð hialpi sal hans -þulfri.
Översättning till nusvenska:
Sven lät resa stenen efter sin fader Gunnvat, Rodlögs make. Gud hjälpe hans själ. Igulfrid(?)